# Fly2Sky
Fly2Sky (на български: "Флай ту скай") е чартърен и ACMI авиопревозвач, специализиран в самолетен лизинг и въздушни чартърни услуги, със седалище в София, България. Компанията основно извършва полети по модела ACMI (самолет, екипаж, поддръжка и застраховка). 

## История
Fly2Sky е основана в края на 2016 г. и започва дейност като чартърен и ACMI (самолет, екипаж, поддръжка и застраховка) оператор. Седалището на авиокомпанията се намира в София, България, и тя е регистрирана в Европейския съюз, действаща съгласно разпоредбите на EASA.
Флотът на Fly2Sky се състои основно от самолети от семейството Airbus A320, включително модели A320 и A321, които са широко използвани за къси и средни разстояния. Авиокомпанията поставя акцент върху оптимизацията на активите, оперативната ефективност и опита на ръководния екип като основни фактори за устойчив растеж в сектора на чартърните и ACMI услуги.

## Флота
Авокомпанията се състои от:
| Самолет         | Брой във флота | Пътници | Регистрация            |
| --------------- | -------------- | ------- | ---------------------- |
| Airbus A321-200 | 1              | 204     | LZ-MDL                 |
| Airbus A321-232 | 1              | 154     | LZ-FSC                 |
| Airbus A320-232 | 3              | 174     | LZ-FSA; LZ-MDK; LZ-FSG |
| Airbus A320-214 | 2              | 180     | LZ-FSB; LZ-MDI         |

Самолетът с регистрация LZ-FSC е закупен от British Airways, затова е с капацитет от едва 154 пътника, за разлика от другите самолети Еърбъс А321 . 